# デイヴィッド・ダイアモンド
デイヴィッド・レオ・ダイアモンド(David  Leo Diamond 1915年7月9日 - 2005年6月13日)は、アメリカの作曲家。

## 生涯
ニューヨーク州のロチェスターで生まれ、クリーブランド音楽大学と、イーストマン音楽学校で、バーナード・ロジャースの下で学ぶ。また、ニューヨークでロジャー・セッションズ、パリではナディア・ブーランジェにも師事した。グッゲンハイム・フェローシップを三回受賞するなど、多くの賞を受賞している。1951年にローマ賞を得て、イタリアに行き、その後もフィレンツェでフリーランスの作曲家として活動した。1965年にニューヨークのマンハッタン音楽学校の教授となり、後にジュリアード音楽院で1997年まで教鞭をとった。弟子にはエリック・ウィテカーがいる。

## 主な作品

### 管弦楽
- 交響曲第1番（1940）
- 交響曲第2番（1942-43）
- 交響曲第3番（1945）
- 交響曲第4番（1945）
- 交響曲第5番（1947-64）
- 交響曲第6番（1951）
- 交響曲第7番（1957）
- 交響曲第8番（1958-60）
- 交響曲第9番
- 交響曲第10番
- 交響曲第11番（1989-91）
- 弦楽のための"Rounds" (1944年)

### 協奏曲
- ヴァイオリン協奏曲第1番（1937）
- ヴァイオリン協奏曲第2番（1947）
- ヴァイオリン協奏曲第3番（1976）
- チェロ協奏曲「カディッシュ」（1987）

### 室内楽曲
- 弦楽四重奏曲第1番（1940）
- 弦楽四重奏曲第2番（1943-44）
- 弦楽四重奏曲第3番（1946）
- 弦楽四重奏曲第4番（1951）
- 弦楽四重奏曲第5番（1960）
- 弦楽四重奏曲第6番（1962）
- 弦楽四重奏曲第7番（1963）
- 弦楽四重奏曲第8番（1964）
- 弦楽四重奏曲第9番（1965-68）
- 弦楽四重奏曲第10番（1966）
- 弦楽四重奏曲第11番

その他、室内楽曲、ピアノ曲、声楽曲など多数。